# Министерство туризма и спорта Казахстана
Министерство туризма и спорта Республики Казахстан (каз.  Қазақстан Республикасының туризм және спорт министрлігі ) является центральным исполнительным органом Республики Казахстан. Министерство осуществляет руководство, межотраслевую координацию и государственное регулирование в сферах туризма, физической культуры и спорта.

## История
Министерство образовано согласно указу Президента Республики Казахстан от 06.08.2014 года № 875 с передачей ему функций и полномочий:
- Министерства культуры Республики Казахстан;
- в области архивного дела и документации — от Агентства Республики Казахстан по связи и информации;
- Агентства Республики Казахстан по делам религий;
- Агентства Республики Казахстан по делам спорта и физической культуры.

6 августа 2014 года, Президент Республики Казахстан, назначил Арыстанбека Мухамедиулы Министром культуры и спорта Республики Казахстан, освободив от должности Министра культуры Республики Казахстан.
4 сентября 2023 года указом Президента Казахстана Министерство культуры и спорта было реорганизовано в Министерство туризма и спорта. Министром назначен Ермек Маржикпаев.
2 сентября 2024 года глава государства Касым-Жомарт Токаев назначил нового министра туризма и спорта Казахстана. Им стал Ербол Мырзабосынов.

## Задачи Министерства

### Культура
| Срок существования государственного органа              | Название государственного органа                                                | Руководители и сроки управления |
| ------------------------------------------------------- | ------------------------------------------------------------------------------- | --- |
| В составе правительства, утверждённом 28 июня 1991 года | Государственный комитет Казахской ССР по культуре                               | председатель Канат Саудабаев (1990—1992) председатель Еркегали Рахмадиев (1991—1992)                                                                            |
| февраль 1992 — март 1997                                | Министерство культуры Республики Казахстан                                      | министр Еркегали Рахмадиев (февраль 1992 — октябрь 1993) министр Ашляев, Серик (сентябрь 1993 — октябрь 1994) министр Талгат Мамашев (октябрь 1994 — март 1997) |
| март 1997 — октябрь 1997                                | Министерство культуры и образования Республики Казахстан                        | министр Имангали Тасмагамбетов (март 1997 — октябрь 1997) |
| октябрь 1997 — январь 1999                              | Министерство образования, культуры и здравоохранения Республики Казахстан       | министр Крымбек Кушербаев (октябрь 1997 — январь 1999) |
| январь 1999 — сентябрь 2003                             | Министерство культуры, информации и общественного согласия Республики Казахстан | министр Алтынбек Сарсенбайулы (январь 1999 — май 2001) министр Мухтар Кул-Мухаммед (май 2001 — сентябрь 2003)                                                   |
| 13 сентября 2003 — 29 сентября 2004                     | Министерство культуры Республики Казахстан                                      | министр Дюсен Касеинов (13 сентября 2003 — 29 сентября 2004) |
| 29 сентября 2004 — 27 марта 2006                        | Министерство культуры, информации и спорта Республики Казахстан                 | министр Есетжан Косубаев (29 сентября 2004 — 18 января 2006) министр Ермухамет Ертысбаев (18 января 2006 — 27 марта 2006)                                       |
| 28 марта 2006 — 12 марта 2010                           | Министерство культуры и информации Республики Казахстан                         | министр Ермухамет Ертысбаев (28 марта 2006 — 12 мая 2008) министр Мухтар Кул-Мухаммед (12 мая 2008 — 12 марта 2010)                                             |
| 12 марта 2010 — 23 января 2012                          | Министерство культуры Республики Казахстан                                      | министр Мухтар Кул-Мухаммед (12 марта 2010 — 23 января 2012) |
| 23 января 2012 — 13 марта 2014                          | Министерство культуры и информации Республики Казахстан                         | министр Дархан Мынбай (23 января 2012 — 16 января 2013) министр Мухтар Кул-Мухаммед (16 января 2013 — 13 марта 2014)                                            |
| 13 марта 2014 — 6 августа 2014                          | Министерство культуры Республики Казахстан                                      | министр Арыстанбек Мухамедиулы (13 марта 2014 — 6 августа 2014)                                                                                                 |
| 6 августа 2014 — настоящее время                        | Министерство культуры и спорта Республики Казахстан                             | министр Арыстанбек Мухамедиулы (6 августа 2014 — 17 июня 2019) министр Актоты Раимкулова (17 июня 2019 — 11 января 2022)                                        |

### Спорт
| Срок существования государственного органа             | Название государственного органа                                                                   | Руководители и сроки управления |
| ------------------------------------------------------ | -------------------------------------------------------------------------------------------------- | --- |
| В составе правительства утверждённом 28 июня 1991 года | Государственный комитет по делам молодёжи, физической культуры и спорта Казахской ССР              | председатель Аманча Акпаев январь 1991 — август 1991 |
| 31 августа 1991 — декабрь 1991                         | Министерство туризма, физической культуры и спорта Казахской ССР                                   | министр Каратай Турысов август 1991 — декабрь 1991 |
| декабрь 1991 — 17 декабря 1993                         | Министерство туризма, физической культуры и спорта Республики Казахстан                            | министр Каратай Турысов декабрь 1991 — декабрь 1993 |
| 17 декабря 1993 — апрель 1997                          | Министерство по делам молодёжи, туризма и спорта Республики Казахстан                              | министр Бырганым Айтимова декабрь 1993 — январь 1996 министр Темирхан Досмухамбетов февраль 1996 — апрель 1997 |
| 2 апреля 1997 — 14 ноября 1997                         | Департамент туризма и спорта Министерства образования и культуры Республики Казахстан              | директор департамента Темирхан Досмухамбетов 2 апреля 1997 — 14 ноября 1997 |
| 14 ноября 1997 — январь 1999                           | Комитет туризма и спорта Министерства образования, культуры и здравоохранения Республики Казахстан | председатель комитета Темирхан Досмухамбетов 14 ноября 1997 — сентябрь 1998 председатель комитета ??? сентябрь 1998 — январь 1999                                                                                          |
| январь 1999 — 13 октября 1999                          | Министерство здравоохранения, образования и спорта Республики Казахстан                            | министр Крымбек Кушербаев январь 1999 — 13 октября 1999 |
| 13 октября 1999 — 29 сентября 2004                     | Агентство Республики Казахстан по туризму и спорту                                                 | ??? |
| 29 сентября 2004 — 27 марта 2006                       | Министерство культуры, информации и спорта Республики Казахстан                                    | министр Есетжан Косубаев 29 сентября 2004 — 18 января 2006 министр Ермухамет Ертысбаев 18 января 2006 — 27 марта 2006 |
| 28 марта 2004 — 20 января 2012                         | Министерство туризма и спорта Республики Казахстан                                                 | министр Темирхан Досмухамбетов 28 марта 2006 — 11 апреля 2011 министр Талгат Ермегияев 11 апреля 2011 — 20 января 2012 |
| 20 января 2012 — 6 августа 2014                        | Агентство Республики Казахстан по делам спорта и физической культуры                               | председатель агентства Талгат Ермегияев 20 января 2012 — 13 января 2013 председатель агентства Ерлан Кожагапанов 13 января 2013 — 11 ноября 2013 председатель агентства Тастанбек Есентаев 11 ноября 2013 — 6 августа 2014 |
| 6 августа 2014 — 4 сентября 2023                       | Министерство культуры и спорта Республики Казахстан                                                | министр Арыстанбек Мухамедиулы 6 августа 2014 — 17 июня 2019 |
| 4 сентября 2023 — 31 августа 2024                      | Министерство туризма и спорта Республики Казахстан                                                 | министр Ермек Маржикпаев с 4 сентября 2023 |
| 2 сентября 2024 — настоящее время                      | Министерство туризма и спорта Республики Казахстан                                                 | министр Ербол Мырзабосынов с 2 сентября 2024 |

## Структура
Внутриведомственные организации министерства на 2024 год:
- Департаменты:

1. Департамент по взаимодействию со средствами массовой информации
2. Департамент финансов
3. Департамент цифровизации
4. Департамент административной работы
5. Департамент внутреннего аудита
6. Департамент юридической службы
7. Департамент управления персоналом
8. Департамент стратегического планирования и проектного управления
9. Департамент международного сотрудничества

- Комитеты:

1. Комитет индустрии туризма;
2. Комитет по делам спорта и физической культуры

- Службы:

1. Служба информационной безопасности

## Подведомственные организации
- «Центр спортивной медицины и реабилитации»
- «Антидопинговая лаборатория спортсменов»
- Национальный антидопинговый центр
- Республиканская специализированная школа-интернат-колледж олимпийского резерва
- Школа-интернат-колледж олимпийского резерва в городе Риддер
- Школа-интернат-колледж имени Каркена Ахметова
- Интернат-колледж имени Хаджимукана Мунайтпасова
- Республиканская казахская специализированная музыкальная школа-интернат для одаренных детей имени А.Жубанова
- Республиканская средняя специализированная музыкальная школа-интернат для одаренных детей имени К.Байсеитовой
- РГКП «Алматинский колледж декоративно-прикладного искусства имени О.Тансыкбаева» МКС РК
- РГКП «Республиканский эстрадно-цирковой колледж имени Ж.Елебекова» МКС РК
- Республиканское государственное казенное предприятие «Алматинское хореографическое училище имени А.Селезнева» Министерства культуры и спорта Республики Казахстан
- Республиканское государственное казенное предприятие «Алматинский музыкальный колледж имени П.Чайковского» Министерства культуры и спорта Республики Казахстан
- НАО «Казахская национальная академия хореографии» МКС РК
- РГУ «Казахская национальная академия искусств имени Т.К.Жургенова» РММ
- РГУ «Казахский национальный университет искусств» МКС РК
- РГУ «Казахская национальная консерватория имени Курмангазы» МКС РК